# Harmsworth's Universal Encyclopaedia
La Harmsworth's Universal Encyclopaedia est une encyclopédie éditée à Londres par John Alexander Hammerton.
Elle a été publiée en 1921-1922 par The Education Book Co. Ltd., une filiale de d'Amalgamated Press.

## Description
Destinée à un marché à revenu intermédiaire, l'encyclopédie est précédée d'une série d'articles sur les « Nouveaux Horizons » rédigés par des « publicistes éminents » dont : 
- Where we Stand par John Galsworthy
- The Nations and the New Era par Robert Cecil
- Science and the Future par John Fletcher Moulton
- The Aerial Age par Alfred Harmsworth
- Industry and the Future par George Askwith
- The Future of Labour par George Nicoll Barnes.

L'encyclopédie est initialement publié sous forme de série bimensuelle en 1920-1922 et se vend alors à douze millions d'exemplaires dans le monde anglophone.
L'abonné pouvait faire relier les magazines bimensuels en volumes chez un relieur. Il existe plusieurs options de reliure et de décoration selon le prix que l'abonné souhaitait payer : cuir, carton recouvert de tissu ou carton uni. Le relieur marquait les numéros de page sur le dos de chaque volume. Cela signifie que les ensembles sont variables en termes de reliure et même en nombre de volumes :
1. Neuf volumes reliés en cuir marron (reliure plus chère)
2. Neuf volumes reliés carton rouge avec corrections (reliure moins chère)
3. Douze volumes reliés sous carton marron (une reliure moins chère), 23 500 illustrations[4].

### The New Universal Encyclopedia
- 1949-1950 : Première édition en dix volumes ; John Hammerton est l'éditeur du premier volume, mais est mort quelques semaines après sa finalisation.
- 1959 : Édition révisée en quinze volumes, publiés par The Caxton Publishing Company Limited ; rédacteur réviseur : Gordon Stowell.